# Évacuation d'enfants finlandais vers d'autres pays nordiques en 1939-1940

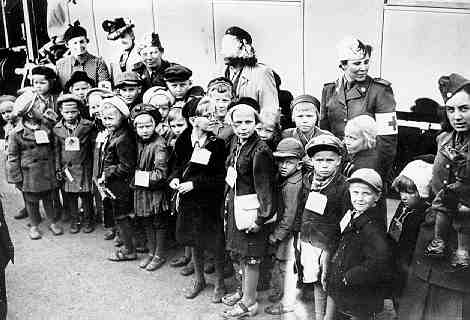
Enfants finlandais en cours d’évacuation, à Turku en 1939.

Lors du déclenchement de la guerre d'Hiver entre la Finlande et l'Union soviétique fin 1939, 80,000 enfants ont été volontairement évacués vers d’autres pays nordiques, notamment en Suède (70 000), pays neutre, mais aussi Danemark et Norvège, non encore occupés par l'Allemagne nazie.
C'est la plus grande opération de transfert d'enfants au monde. Dès le déclenchement de la guerre d'Hiver, un mouvement civil face aux malheurs de la Finlande prit naissance en Suède. Des familles suédoises offrirent de s'occuper gratuitement des enfants finlandais menacés par l'occupation soviétique. En Finlande, un Centre pour l'aide nordique est fondé le 13 décembre 1939 avec pour objectif principal d'organiser ce transfert.
Les premiers enfants ont été embarqués sur l'Arcturus le 15 décembre 1939 à destination de Stockholm. La plupart des enfants provenaient d'Helsinki, de Vyborg (Viipuri en finnois, actuellement en Russie) et des villes orientales (Carélie). Ils ne parlaient pas suédois contrairement aux Finlandais des côtes occidentales mais seulement finnois ou des dialectes caréliens pour la plupart d'entre eux. Bien que les critères de sélection aient été dans un premier temps assez stricts (enfants d'invalides, de soldats tués, mères obligées de travailler), en fait rapidement tous les enfants finlandais de moins de treize ans pouvaient être évacués en Suède.
À la fin de la guerre, les retours continuèrent jusqu'à la fin des années 1940. Mais la réacclimatation des enfants fut parfois difficile. Quinze mille enfants restèrent en Suède tandis que cinq cents restèrent au Danemark. Leurs descendants portent parfois aujourd'hui des noms finlandais.